# Zoedia longipes
Zoedia longipes là một loài bọ cánh cứng trong họ Cerambycidae.